# غرايم ريد
غرايم ريد (بالإنجليزية: Graeme Reid)‏ هو لاعب هوكي الحقل أسترالي، ولد في 15 يونيو 1948.

## وصلات خارجية
- غرايم ريد على موقع اللجنة الأولمبية الدولية (الإنجليزية)
- غرايم ريد على موقع أوليمبيديا (الإنجليزية)
- غرايم ريد على موقع اللجنة الأولمبية الأسترالية (الإنجليزية)